# Émile Miller
Émile Miller (* 18. September 1884 in Saint-Placide, Québec als Émile-Ladislas Miller; † 3. August 1922 in Contrecœur, Québec) war ein kanadischer Geograph, Autor und Hochschullehrer.

## Leben und Wirken
Émile Miller wurde am 18. September 1884 in der Ortschaft Saint-Placide am Ufer des Lac des Deux Montagnes in der kanadischen Provinz Québec als siebentes von 13 Kindern des Schusters Théophile Miller und Éléonore Ladouceur (geborene Léonard) geboren und in weiterer Folge auf den Namen Émile-Ladislas getauft. Bereits während seiner Grundschulzeit fiel Miller unter anderem aufgrund seines Fleißes und seines freundlichen Wesens auf. Bereits zu dieser Zeit galt er als belesen. Um das Jahr 1899 zog die Familie von Saint-Placide in die weiter östlich gelegene Großstadt Montreal. Auf Drängen seines Vaters hin schrieb sich Miller eher widerwillig für ein Studium der Pharmazie ein und diplomierte im Jahre 1902. Bald darauf bestieg er, ohne dass er seine Familie darüber informierte, eines der ersten Schiffe nach Europa. Ohne wirkliches Ziel oder gar finanzielle Mittel erhielt er eine Beschäftigung als Arbeiter und machte sich auf die Suche nach Abenteuern, was ihn unter anderem nach England und Frankreich brachte.
Nach schwierigen Zeiten in Übersee kehrte er wieder in seine Heimat zurück und studierte danach wieder regelmäßig an der École Normale Jacques-Cartier in Montreal. Durch Abt Adélard Desrosiers, der zu dieser Zeit stellvertretender Schulleiter war, wurde er an die Geographie herangeführt und erhielt nach Abschluss seines Studiums im Jahre 1906 eine Anstellung im Gemeindeamt des Dorfes Lorimier bei Montreal. Später war er auch im Büro des Stadtarchivs von Montreal tätig. Am 12. Juli 1908 heiratete der 23-Jährige im Montrealer Parish Saint-Jacques Albertine Maillé, mit der er neun Kinder hatte. Er war weiterhin an Geographie interessiert und veröffentlichte unter anderem im Jahre 1912 ein Buch mit dem Titel  Terres et peuples du Canada (dt.: Länder und Völker Kanadas), das ein Vorwort seines Mentors Adélard Desrosiers beinhaltete. Dieser Band nahm einen wichtigen Platz unter Millers Schriften und im geografischen Bereich ein, da hierbei erstmals ernsthafte Fragen zur Geographie Kanadas und der Beziehung zwischen den hier lebenden Menschen und ihrer Umwelt untersucht wurden. Weiters veröffentlichte er Beiträge zu diesem Thema in der Revue trimestrielle canadienne; darunter unter anderem im Jahre 1915 den Artikel La géographie au service de l’histoire (dt.: Geographie im Dienste der Geschichte). Neben seiner Tätigkeit als Autor unterrichtete er Geographieklassen an der vom Council of Arts and Manufactures of the Province of Québec geförderten Schule in Montreal.
Im Jahre 1917 verließ er das Stadtarchiv, um eine Anstellung als Geschäftsführer (en.: executive secretary) der Société Saint-Jean-Baptiste de Montréal anzunehmen. Diese Position bekleidete er bis zu seinem frühen Ableben im Jahre 1922. Bereits ab 1918 unterrichtete er auf Drängen der Société öffentliche Geographieklassen am Monument-National und der Union Catholique de Montréal, sowie an weiteren Institutionen. Während dieser Zeit war er auch Herausgeber bzw. Redakteur der Zeitschrift Le Courrier de la Société Saint-Jean-Baptiste de Montréal, die erstmals 1921 veröffentlicht worden war und über die Aktivitäten der Zweigstellen der Société berichten sollte. Im Jahre 1920 folgte Miller dem Ruf an die neue Fakultät der Angewandten Künste der Universität Montreal und veröffentlichte nur ein Jahr später seinen zweiten Band mit dem Titel Pour qu’on aime la géographie, der sowohl zuvor veröffentlichte als auch unveröffentlichte Artikel enthielt. Anhand des neuen Ansatzes der Geographen erläuterte Miller darin, wie die Umwelt als Informationsquelle für Besiedlungsmethoden und für die Entwicklung grundlegender Aktivitäten dienen kann. Miller war außerdem Autor von zahlreichen Artikeln in verschiedenen Fachzeitschriften wie dem Bulletin de la Société de géographie de Québec, der L’Action française und der Revue trimestrielle canadienne.
Am 3. August 1922 starb Miller im Alter von 37 Jahren in der am Südufer des Sankt-Lorenz-Stroms gelegenen Ortschaft Contrecœur im Südwesten von Québec, als er einen seiner Söhne vor dem Ertrinken retten wollte. Miller galt als einer der frühesten Frankokanadischen Geographen, wenn nicht gar als der erste. Erst der französische Geograph Raoul Blanchard, der seit bereits während seiner Zeit als Professor in Harvard (1922 bis 1936) des Öfteren nach Kanada reiste und sich vor allem danach intensiv damit beschäftigte, widmete dem französischen Kanada, speziell Québec, vor allem in den 1930er, 1940er und 1950er Jahren mehrere Werke und ließ somit das Interesse an der Geographie Kanadas wiederaufleben. Nach dem Tod Millers sammelte Abt Desrosiers seine Manuskripte und veröffentlichte im Jahre 1924 in Beauceville eine sogenannte Géographie générale, die eine Lücke in den Schulbüchern der Geographie füllen sollte.